# Michelle Khine
Michelle Khine és una doctora estatunidenca especialitzada en nanotecnologia i una innovadora de la Universitat de Califòrnia a Irvine. És cofundadora de Fluxion Biosciences Inc., fundadora científica de la plataforma de nanotecnologia Shrink, així com assistent i professora fundadora de l'Escola d'Enginyeria de la Universitat de Califòrnia a Merced.

## Trajectòria
Michelle va obtenir un grau en Ciències l'any 1999 i un Màster l'any 2001, sota el mentoratge de Dennis Lieu, en Enginyeria Mecànica a la Universitat de Califòrnia a Berkeley. Va continuar la seva educació a la UC Berkeley i a la Universitat de Califòrnia a San Francisco (UCSF), obtenint el doctorat l'any 2005, sota la direcció de Luke P Lee, en Bioenginyeria. Mentre cursava els seus estudis de postgrau, va treballar en el Laboratori Nacional de Sandía com a becària MESA i va ser cofundadora de Fluxion Biosciences (establerta a San Francisco, Califòrnia), en què es va basar la seva tesi.
Khine, professora associada d'enginyeria biomèdica a l'Escola d'Enginyeria Henry Samueli, és responsable d'experimentar amb les joguines infantils Shrinky Dinks per construir canals microfluídics. La seva recerca ha permès avanços tecnològics en indústries com la recerca biològica i els diagnòstics mèdics. Khine és una investigadora que ha públicat a bastament, amb múltiples subvencions i honors en matèria de patents, incloent la MIT Technology Review l'any 2009: el Premi TR35: seleccionada com una de les 35 persones més innovadores menors de 35 anys del món. Michelle Khine també forma part de diversos comitès de revisió, el més notable dels quals és el Centre de Revisió Científica de National Institutes of Health.

## Assoliments i reconeixements
Al novembre de 2000, Khine i la seva companya Melodie Metzger van establir un rècord mundial de velocitat utilitzant un vehicle de propulsió humana a la Universitat de Berkeley (Bearacuda). Van arribar a una velocitat màxima de 35,6 milles per hora (57,29 km/h) per obtenir el rècord en tàndem en la prova de velocitat de sortida de vol de 200 metres femenins.
Al setembre de 2009, el MIT va reconèixer la trajectòria de Khine amb el Premi TR35 de la Revisió de Tecnologia i va ser seleccionada com una de les 35 millors innovadores menors de 35 anys del món.

## Publicacions seleccionades
- Ionescu-Zanetti C., Blatz A., Khine, M., "Electrophoresis-Assisted Single-Cell Electroporation for Efficient Intracellular Delivery", Biomed Microdevices. 10(1):113-6, 2008.
- Grimes A., Breslauer D.N, Long M., Peguen J., Lee L.P., Khine, M., "Shrinky-Dink Microfluidics: Rapid Generation of Deep and Rounded Patterns", Lab on a Xip. 8(1):170-2, 2008. Highlighted in Chemical and Engineering News, Chemical Technology, on the Front page of American Chemical Society Homepage, (acs.org), front page of Lab on a Xip Homepage, and Wired. Most accessed paper January 2008.[3]
- Chen, C.S., Breslauer, D.N., Lluna, J.I., Grimes, A., Chin, W.C., Lee, L.P, Khine M., "Shrinky Dink Microfluidics: 3-D Polystyrene Xips," Lab on a Xip, 8, 622–624, 2008. Highlighted in Nature Medicine (May 2008).[4]
- Nguyen, D., Peguen, J., Sa, S., McCloskey,K.I., Manilay, J.O., Khine, M.,"Shrink-Induced Honeycomb Microwells for Uniform Embryoid Bodies" accepted to Lab on a Xip.[5]